# دشت بز (سادات محمودي)
دشت بز (بالفارسية: دشت بز) هي قرية تقع في إيران في قسم سادات محمودي الريفي. يقدر عدد سكانها بـ 250 نسمة بحسب إحصاء 2016.